# Halvdan
Halvdan är ett fornnordiskt mansnamn. Namnet betyder troligen 'halvdansk', det vill säga till hälften härstammande från Skandinavien. Under denna tid betecknade "dansk" alla de skandinaviska folken. Snorre Sturlassons Heimskringla inleds med att detta är historien om folken som "talat danskt tungomål" och fortsätter sedan med att berätta om de skandinaviska folkens historia (inkl. Sverige och Norge). Samma uppgift finns i isländska lagsamlingen Grágás - att "dansk tunga" eller "danskt mål" är gemensam språk till alla nordiska folkslag. Wessen menar tvärtom att namnet betyder 'halvdansk', det vill säga till hälften härstammande från Skandinavien, och hälften från danerna, som, på denna tiden, erövrade den äldre heruliska befolkningen. Han menar, att Halvdan som kunganamn förekommer längre tillbaka i vestfolds- och  sköldungaätten.
I den finlandssvenska namnsdagslängden hade Halvdan namnsdag 30 september 1929–1949.

## Kända Halvdan

### I modern tid
- Trygve Halvdan Lie
- Halvdan Renling
- Halfdan Rasmussen
- Halvdan Sivertsen

### I fornnordisk tid
Några av dessa är troligen litterära figurer
- Halvdan, runristare
- Halvdan av Skjöldungaätten,  Sagokung av Svitjod, son till kung Frode av Danmark.
- Halvdan gavomild, farfar till Halvdan Svarte. Han var son till Eystein Halvdansson och far till Gudrød, kung i Vestfold. Kanske är han samma person med Halvdan Bjerggram eller Bjerg-konung, beskriven hus Saxo Grammaticus som son till  Eystein Halvdansson och bror till Gudrød, som dör barnlös.
- Halvdan Svarte, far till Harald Hårfager.
- Halfdan Vitben, farfar till Halvdan snälle.
- Halvdan snälle, far till  Ivar Vidfamne.
- Halfdan Ragnarsson (?-877), son till Ragnar Lodbrok, kung av Jorvik.[3]
- Halfdan II (?-910), kung av Jorvik, död i slaget vid Tettenhall.
- Halvdan Eriksson, son till Erik, av Ynglingaätten.

## Runstensbelägg
- U 57, Stenhamra:  "Halvdan och Tubbe läto resa stenen efter Udde, sin far, Torbjörns son"
- U 153, Hagby, skylten säger: "Sven och Ulv läto resa stenarna efter Halvdan och Gunnar, sina bröder. De drogo österut... "
- U 300, Skånela kyrka: "Tyrvi lät resa stenen efter Halvdan, ett stort minnesmärke efter en god man."
- U 737, Långarnö: ... Halvdan och ...
- U 749, Sävstastenen: Halvdan och Signjut de lät resa stenen efter Ödger och Dan, sina fäder, och efter Almger och Vibjörn, Halvdans bröder.
- Sö 131, Lundby: "Spjute, Halvdan, de reste denna sten efter Skarde, sin broder. For österut hädan med  Ingvar i Särkland ligger Öjvinds son."
- Sö 188, Åkerby, Toresund socken: "Tyrvi lät göra detta minnesmärke efter Morde, och Gunne och Halvdan och Hälgulv efter sin broder."
- Sö 250, Jursta, Ösmo socken: "Gynna reste denna sten efter Saxe, Halvdans son".
- Sö 270, Österhaninge socken: "Farbjörn lät hugga stenen efter Håulv, sin son. Halvdan högg runorna".
- Sö 272, Österhaninge socken: "Torfast lät resa denna sten efter Halvdan, sin son".
- Vg 176, Vedåsla, Dalums socken, : --[f](t)[a]n : "... gjorde detta minnesmärke efter Halvdan, sin broder ...".
- I Hagia Sofia i Istanbul finns en runristning som lyder: -alftan, vilket troligen ska uttydas Halvdan. Kanske har denne Halvdan varit väring i den bysantinske kejsarens tjänst.